# Yamamotoyama

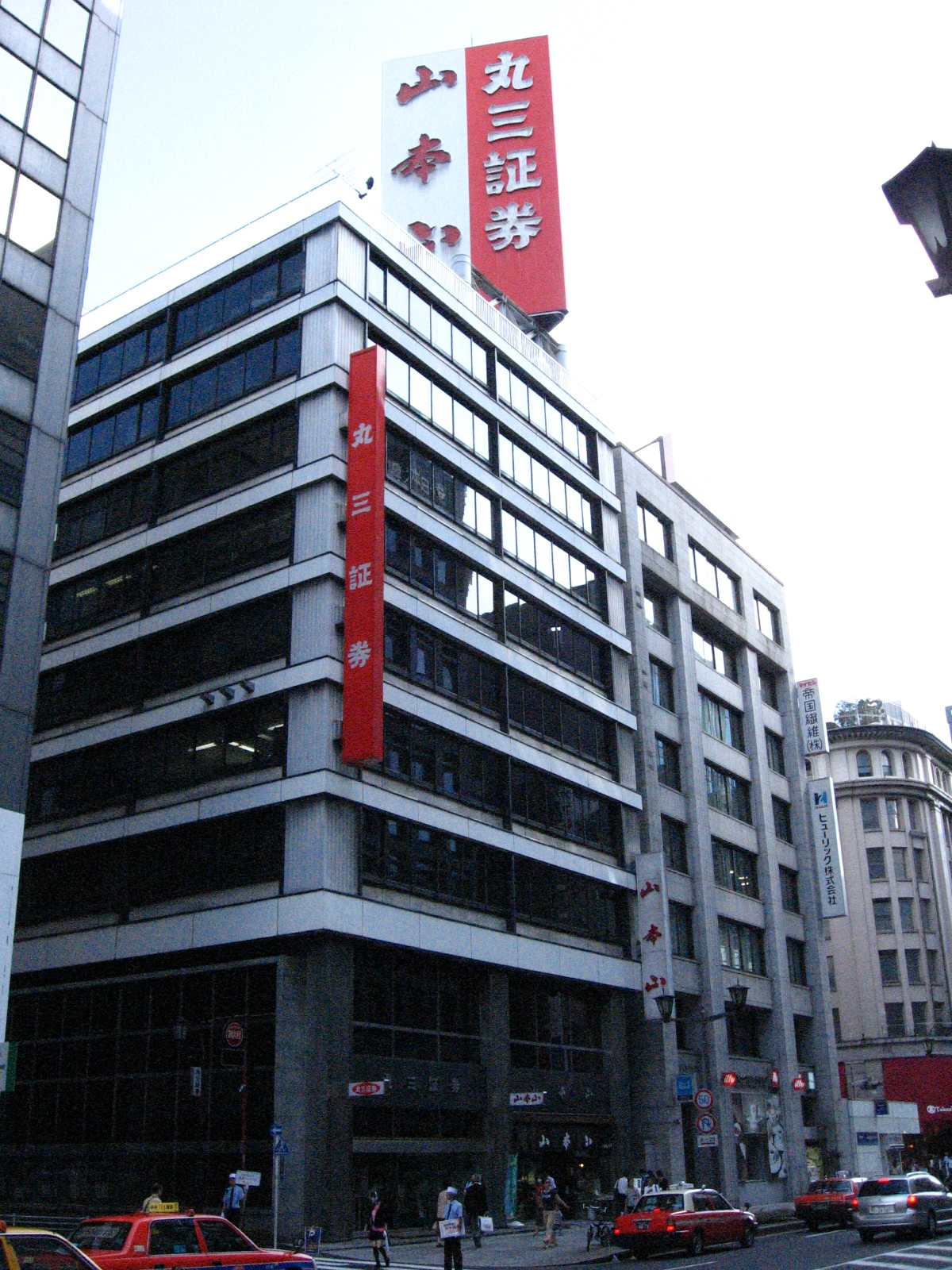
Yamamotoyama, Hauptsitz in Tokio (2009)

Yamamotoyama (jap. 山本山) ist ein traditionelles japanisches Teeunternehmen mit Hauptsitz in Tokyo. Das Unternehmen produziert, verarbeitet und verkauft Tee und Nori. Die in 1690 in Tokyo gegründete Firma gilt als das älteste Senchaunternehmen Japans.

## Geschichte
Das Unternehmen wurde 1690 von Yamamoto Kahei in Tokyo unter dem Namen «Yamamoto Kaheis Laden» (jap. 山本嘉兵衛商店) gegründet. Im Jahre 1836 entwickelte der Firmenbesitzer Yamamoto Kahei VI den Anbau von Sencha von abgedeckten Teepflanzen, ähnlich wie Matchaanbau. Durch die Abdeckung der Pflanzen 1–3 Wochen vor der Ernte schuf er den Prototyp von Gyokuro.
In der Edo-Zeit war Yamamotoyama-Tee populär als Reiseandenken aus Edo.
Nach dem Zweiten Weltkrieg popularisierte Yamamoto Kahei VIII Nori als Festtagsgeschenk in Japan.